# عملية القوس الإفرنجية

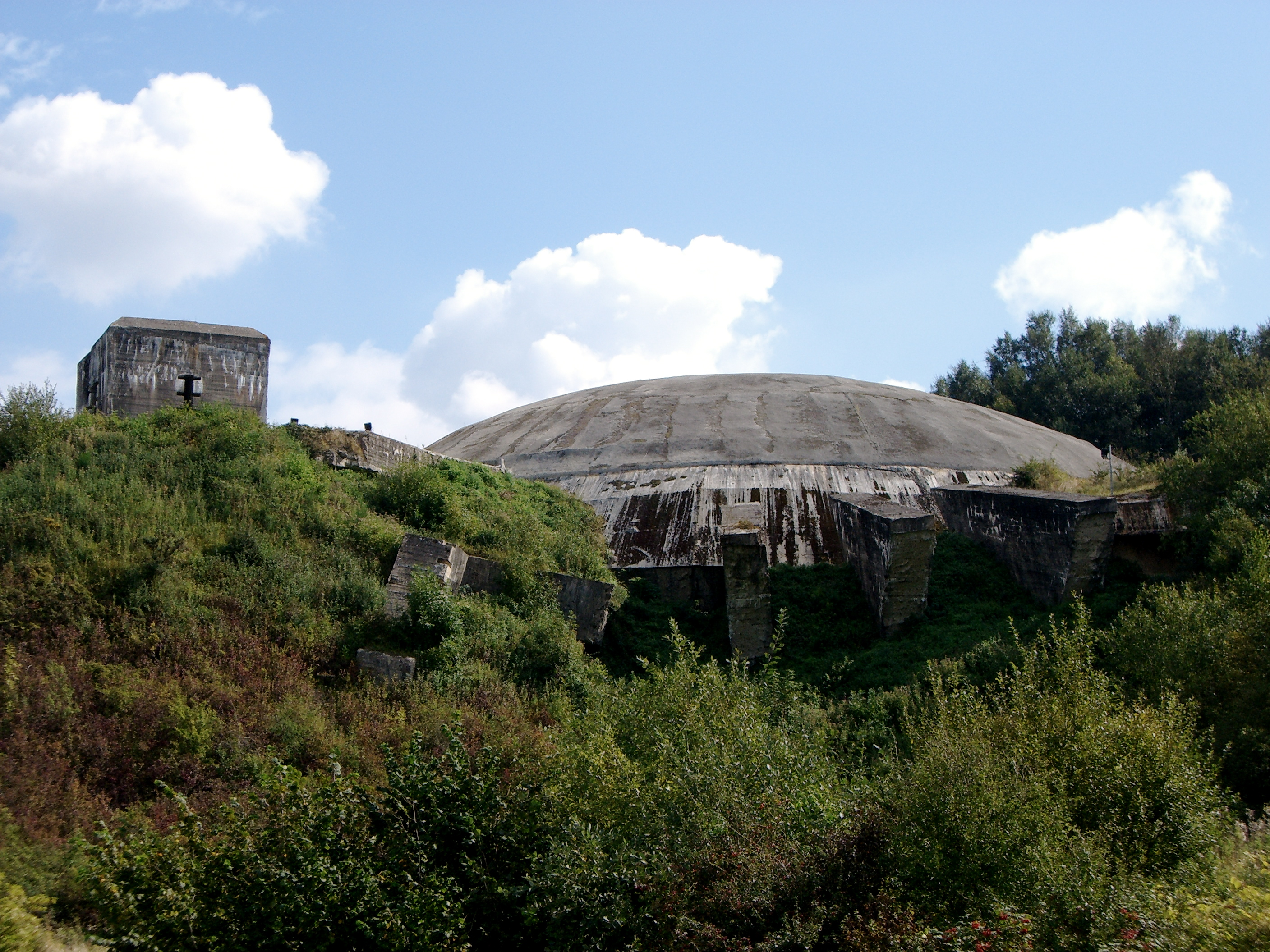
"القبة" هدف مهم لعملية القوس الإفرنجية.

عملية القوس الإفرنجية (بالإنجليزية: Operation Crossbow)‏، هو الاسم الحركي لحملة قادتها دول الحلفاء في الحرب العالمية الثانية ضد كل المجهودات الحربية الألمانية المتعلقة بالأسلحة بعيدة المدى، احتوت الحملة على الكثير من العمليات ضد جميع منشآت الأبحاث والتطوير ومقرات التصنيع ومعدات النقل والإطلاق للصواريخ الألمانية.
الاسم الحركي الأصلي للعملية في عام 1943 كان «خط الجسم» (بالإنجليزية: Bodyline)‏ لكنه استبدل باسم «القوس الإفرنجية» في 15 نوفمبر 1943، بعد الحرب في العام 1962 عمليات القوس الإفرنجية عرفت كلها باسم عملية القوس الإفرنجية خصوصاً بعد فيلم انتج عام 1965 عرف بنفس الاسم.

## القصف الإستراتيجي
في مايو 1943 رصدت مراقبات الحلفاء بناءًا هو الأول من أحد عشر بناءًا في شمال فرنسا كان مخصصاً لأسلحة األمانية سرية بالإضافة لرصد ستة صواريخ في 2، وفي نوفمبر من نفس العام اكتشفت الأول من أصل 96 «مدارج منزلقة» مخصصة للقنبلة الطائرة في 1، ناقش بعض القادة مدى هذا الخطر الألماني في تلك المواقع فقال بعضهم إنها أشراك خداعية لتشتيت قاصفات الحلفاء، بينما خشي آخرون من أنها رؤوس كيميائية أو بيولوجية.
عندما أصبحت المعلومات الاستطلاعية والاستخباراتية مقنعة بشأن في 2، وجه مجلس قيادة الحرب بقيادة تشرتشل الحملة لأول غاراتها المخططة (انطلقت أول غارة في أغسطس 1943 مستهدفة «بينيمودي» بعملية سميت «هيدرا» (بالإنجليزية: Hydra)‏) ثم تبعتها بعض العمليات أجريت على ملاجئ (القوس الثقيل) لصواريخ في-2 في «ايبرليك» ومعاقل في-3 خلال نوفمبر.
العمليات ضد المدارج المنزلقة بدأت في الخامس من ديسمبر تحت الاسم الحربي «نوبول» (بالإنجليزية: Noball)‏، قامت الولايات المتحدة بتشكيل لجنة خاصة بها تتعلق بحملة القوس الإفرنجية تحت قيادة الجنرال ستيفن هينري في التاسع والعشرين من ديسمبر.
أنشأت الولايات المتحدة قسماً جديداً للتطوير مخصصا لدراسة وبحث أساليب أكثر كفاءة لقصف ومهاجمة المدارج المنزلقة في فبراير ومارس عام 1944 وكان مقره في ولاية فلوريدا.
مواقع في-2 قد قصفت في 1944 بالإضافة إلى قصف مواقع تخزين ومواقع صناعة الأكسجين السائل من قبل القوات الجوية الثامنة (فرع للتدخل الدولي تابع للقوات الجوية الأمريكية)، حيث قصف هذا الفرع خمسة مستودعات تجميد للأكسجين السائل في بلجيكا في 25 أغسطس 1944، وأُجهضت عملية في اليوم التالي لقصف منشآت للأكسجين السائل في بلجيكا بسبب الغيوم.

## أولوية القصف
بعد طلب مجلس قيادة الحرب البريطاني أمر أيزنهاور بأن يكون لعمليات القوس الإفرنجية الأولوية القصوى على جميع العمليات الجوية الجارية، حيث أكد على ذلك بعدما بدأت الاعتداءات من القنبلة الطائرة «في 1» في ليلتي 12 و 13 من يونيو عام 1944.
بعض البريطانيين بسبب عدم توقعهم لقصف لندن أصبحوا غاضبين للغاية واقترحوا ضرب مواقع الإطلاق بأسلحة كيميائية أو ضرب المدنيين العزل وقتلهم كعقاب.

## مكافحة قنابل «في-1»
في الثاني من يناير 1944 قام «روديرك هيل» (قائد سلاح الجو الملكي البريطاني) بتطبيق خطته للدفاع عن أجواء لندن وبرستل وسولنت حيث أقحم 1.332 سلاحاً مضاداً للطائرات في مدار المدينة بهدف إصابة القنبلة الطائرة في-1 وهي لا تزال تحلق بالجو.
القنبلة الطائرة في 1 إذا لم تنحرف عن هدفها أو ينفذ فيها الوقود وهي بالجو يتم مهاجمتها بوحدات مختارة من الطائرات السريعة في ذلك الوقت، بالإضافة إلى المناطيد الحاجزة حيث تم إقحام حوالي 1,750 منطاد في ذلك الوقت بأرجاء لندن.

## مكافحة صواريخ «في-2»

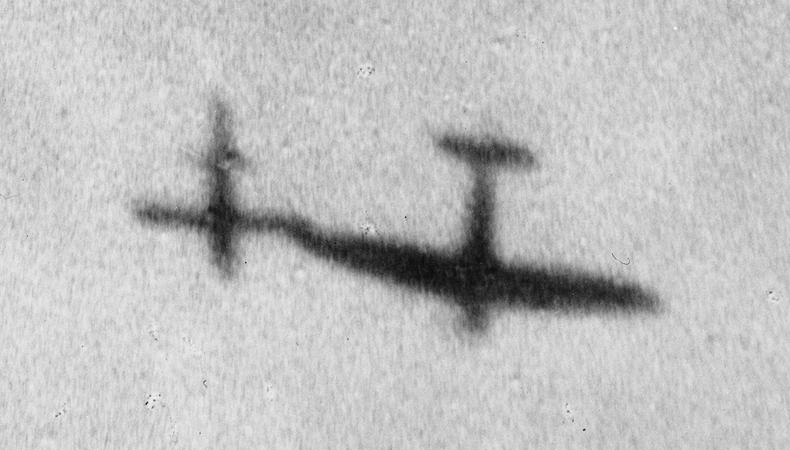
رصد للقنبلة الطائرة في 1 أثناء تحليقها ويظهر معها طائرة تحاول اللحاق بها.

في سبتمبر من عام 1943 تم تشكيل لجنة علمية تضم 19 عضواً من العلماء والمختصين لمتابعة صاروخ في-2، وبعد حادثة سقوط صاروخ في-2 في السويد عام 1944 تم تجهيز نظام لتشويش توجيه الصاروخ.
في 21 مارس 1945 كانت هناك خطة للاشتباك مع الصواريخ بعيدة المدى عن طريق نشر أسلحة مضادة للطائرات تقوم بإطلاق النار عشوائياً على أهداف يتم رصدها بالمشعاع (الرادار)، لكن هذه الخطة لم يتم تطبيقها أبداً بسبب المخاوف من سقوط تلك هذه الذخائر الغزيرة فوق المدينة.